# Sandbäck
För andra betydelser, se Sandbäck (olika betydelser).

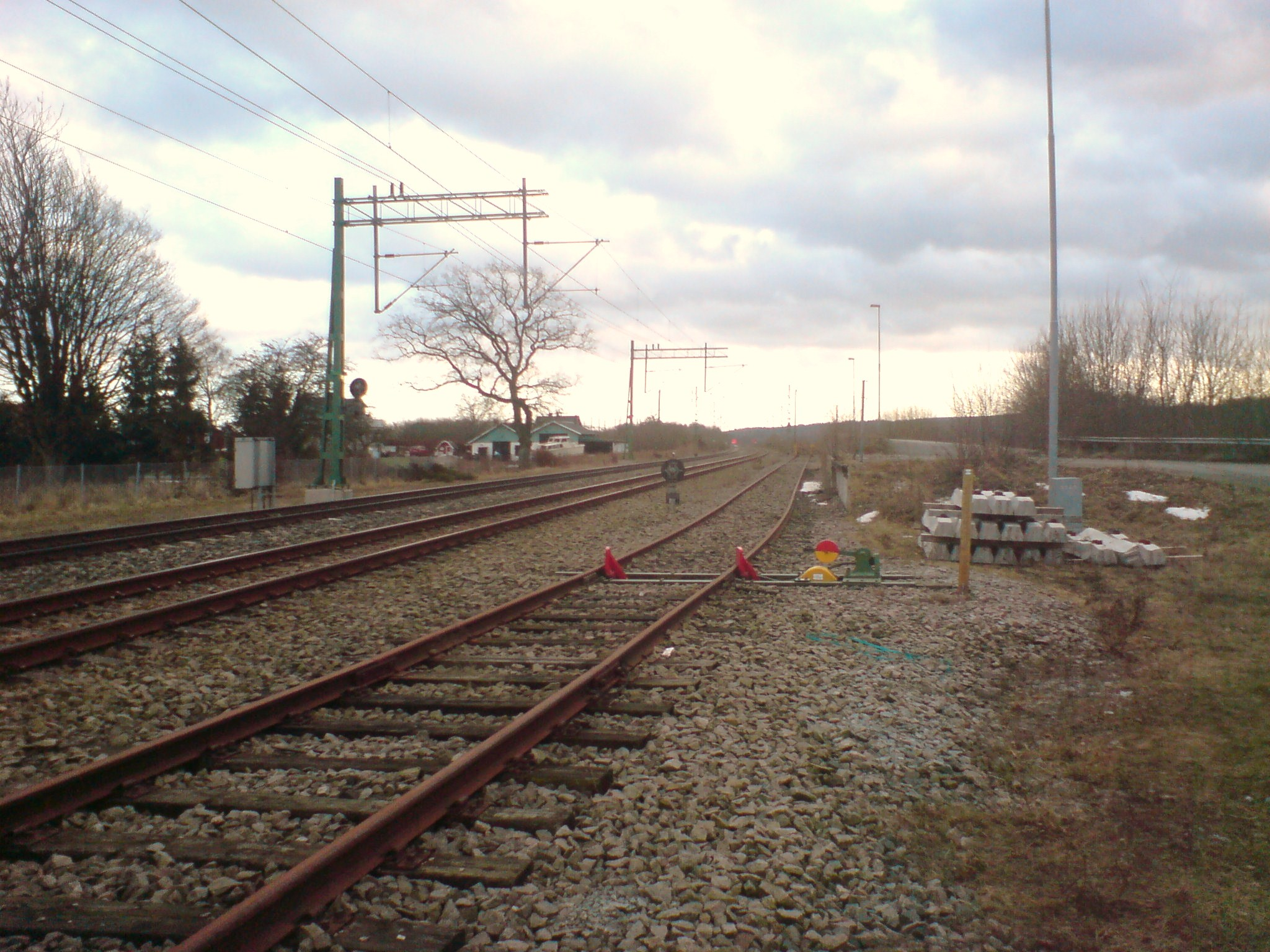
Sandbäcks mötesstation på Blekinge kustbana.

Sandbäck är en ort i Gammalstorps socken i Sölvesborgs kommun i Blekinge län. SCB har för bebyggelsen i orten och en del av bebyggelsen i orten söder därom, Agerum avgränsat en småort namnsatt till Sandbäck och del av Agerum.
Förr fanns en järnvägsstation, kombinerad bank och post i Sandbäck, men dessa tjänster lades ner på 1970-talet. Sandbäck ligger längs med Blekinge kustbana och var tidigare en järnvägsknut, varifrån även Holjebanan utgick.